# Embonychidae
Embonychidae zijn een familie van webspinners (Embioptera).

## Taxonomie
- Geslacht Embonycha
  - Embonycha interrupta - Navas, 1917[1]